# Halowe Mistrzostwa Europy w Lekkoatletyce 1985 – bieg na 1500 m mężczyzn
Bieg na 1500 metrów mężczyzn – jedna z konkurencji biegowych rozgrywanych podczas halowych lekkoatletycznych mistrzostw Europy w  hali Stadion Pokoju i Przyjaźni w Pireusie. Eliminacje zostały rozegrane 2 marca, a bieg finałowy 3 marca 1985. Zwyciężył reprezentant Hiszpanii José Luis González, który był mistrzem w tej konkurencji w 1982. Tytułu zdobytego na poprzednich mistrzostwach nie bronił Peter Wirz ze Szwajcarii.

## Rezultaty

### Eliminacje
Rozegrano 2 biegi eliminacyjne, do których przystąpiło 17 biegaczy. Awans do finału dawało zajęcie jednego z trzech pierwszych miejsc w swoim biegu (Q). Skład finału uzupełniło trzech zawodników z najlepszym czasem wśród przegranych (q).
Opracowano na podstawie materiału źródłowego.
Bieg 1
| Miejsce | Zawodnik        | Czas    | Uwagi |
| ------- | --------------- | ------- | ----- |
| 1       | Antti Loikkanen | 3:40,42 | Q     |
| 2       | Andrés Vera     | 3:40,51 | Q     |
| 3       | Stefano Mei     | 3:40,66 | Q     |
| 4       | Johnny Kroon    | 3:41,40 | q     |
| 5       | István Knipl    | 3:41,55 |       |
| 6       | Han Kulker      | 3:41,88 |       |
| 7       | Carlos Cabral   | 3:42,20 |       |
| 8       | Jürgen Grothe   | 3:48,44 |       |
| –       | Wiktor Kalinkin | DNF     |       |

Bieg 2
| Miejsce | Zawodnik           | Czas    | Uwagi |
| ------- | ------------------ | ------- | ----- |
| 1       | José Luis González | 3:40,44 | Q     |
| 2       | José Luis Carreira | 3:40,55 | Q     |
| 3       | Uwe Becker         | 3:40,89 | Q     |
| 4       | Marcus O’Sullivan  | 3:41,09 | q     |
| 5       | Riccardo Materazzi | 3:41,37 | q     |
| 6       | Mirosław Żerkowski | 3:43,63 |       |
| 7       | Gerald Miedler     | 3:47,11 |       |
| –       | Łeonid Masunow     |         |       |

### Finał
Opracowano na podstawie materiału źródłowego.
| Miejsce | Zawodnik           | Czas    |
| ------- | ------------------ | ------- |
| 1       | José Luis González | 3:39,26 |
| 2       | Marcus O’Sullivan  | 3:39,75 |
| 3       | José Luis Carreira | 3:40,33 |
| 4       | Andrés Vera        | 3:40,56 |
| 5       | Riccardo Materazzi | 3:40,85 |
| 6       | Antti Loikkanen    | 3:41,19 |
| 7       | Stefano Mei        | 3:41,26 |
| 8       | Johnny Kroon       | 3:45,91 |
| –       | Uwe Becker         | DNF     |